# Maurilia lunata
Maurilia lunata är en fjärilsart som beskrevs av M.Gaede. Maurilia lunata ingår i släktet Maurilia och familjen trågspinnare. Inga underarter finns listade i Catalogue of Life.